# Вулиця Євгена Коновальця (Івано-Франківськ)
Вулиця Євгена Коновальця — одна із головних вулиць в Івано-Франківську, що веде від центру — вулиці Січових Стрільців на південь до р. Бистриця Надвірнянська — околиці міста і далі переходить в дорогу в напрямку до м. Надвірна.
Існує від початку XVIII століття.
Довжина вулиці найбільша в місті — 5 600 м.

## Історія
Колишню назву,— Зосина Воля надали вулиці власники міста,— Юзеф і Вікторія Потоцькі в пам'ять своєї дочки Софії. Софія померла в молодому віці, але за життя відзначалася своєю добротою, опікувалася сиротами і каліками, які оселялися переважно в цій місцевості. Виконуючи її волю батько збудував тут притулки для бідних.
За часів австрійської влади вулицю перейменували спочатку на Каліцька, але з другої половини XIX ст. їй знову повернули назву Зосина Воля. Не змінювали її і в часи ЗУНР. Сьогодні єдиним нагадуванням про стару назву є ресторан Зосина Воля відкритий на цій вулиці.
Під час німецької окупації носила ім'я Т. Шевченка.
У 1944 р. радянська влада прейменувала вулицю на П. Дадугіна — капітана, який загинув у бою за місто.
10 лютого 1993 року вулиця одержала ім'я Євгена Коновальця. Він перебував у Станиславові в 1919 р. в питанні підписання акту злуки.
Нинішня довжина вулиці збереглася від 1965 р., коли с. Опришівці приєднали до Івано-Франківська і центральна вулиця села стала продовженням до тогочасної вул. Дадугіна.
Раніше вулиця закінчувалась там, де сьогодні знаходиться Європейська площа, а далі йшла Опришевецька дорога. У 1925 р. було утворене Опришевецьке передмістя, втім, ще майже без забудови, і вулицю продовжили до нинішнього аеропорту (на той час його не було).
За Польщі вулиця була значним промисловим осередком, в тому числі тут знаходилося більшість цегельних заводів міста: Урмана (№ 83), І. Танненбаума (№ 101), «Пезет» М. Касвінера (№ 132). Жодний із них не зберігся.

## Будівлі
№ 35.
Івано-Франківський університет права імені короля Данила Галицького.
Приблизно на цьому місці раніше, від 1914 р. знаходився вагомеханічний заклад В. Майора, який разом із ливарною фірмою Ф. Весели «Фама» (1920 р.) та фірмою «Край» дали початок заводу ВАТ «Промприлад». Жодне приміщення первісних майстерень не збереглося.
На місці майстерень «Фама» стоїть дев'ятиповерховий будинок з авіакасами на першому поверсі.
№ 46.
Музей Небесної сотні
№ 72.
Перші в місті капітальні військові казарми, (1886). Вони весь час були артилерійськими. Під час ЗУНР там стояв українізований 95-й стрілецький полк, що брав участь у встановленні української влади в місті, а згодом став першим стрілецьким полком Української Галицької Армії (УГА). Від 2004 року комплекс займає військова кафедра Національного університету нафти і газу.
№ 104а.
Колишні казарми дивізії кінної артилерії, (1898).

## Зображення
- Вулиця Січових Стрільців та початок Коновальця на stanislaw.in.ua [Архівовано 4 лютого 2011 у Wayback Machine.]
- Європейська площа і вулиця Коновальця на stanislaw.in.ua [Архівовано 1 листопада 2010 у Wayback Machine.]

Погруддя Івану Франку
Пам'ятник Є. Коновальцю
Працівникам органів внутрішніх справ, які загинули при виконанні службових обов’язків
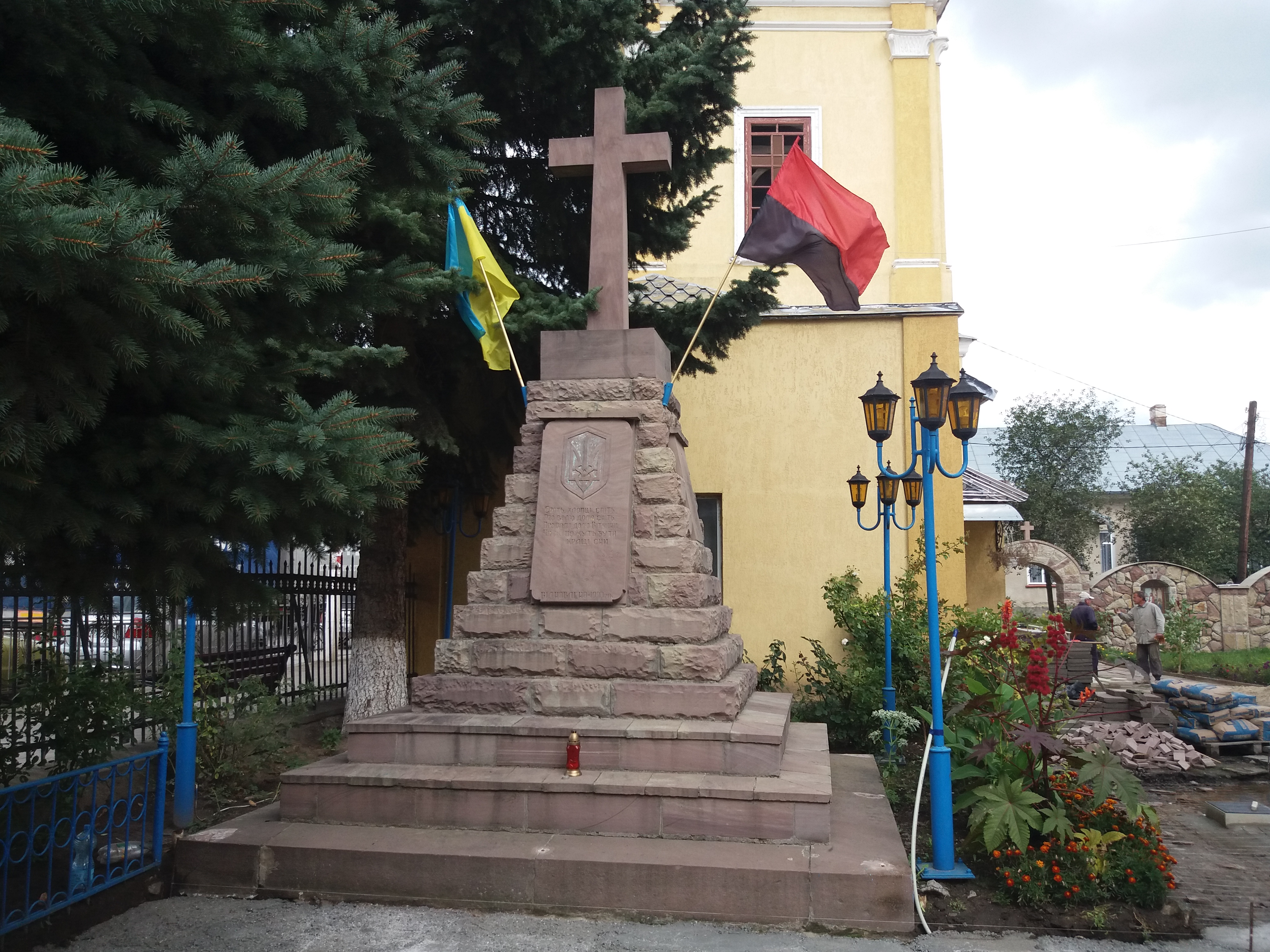
Пам'ятник борцям за волю України
Музей Небесної Сотні
Храм Зіслання Святого Духа УГКЦ
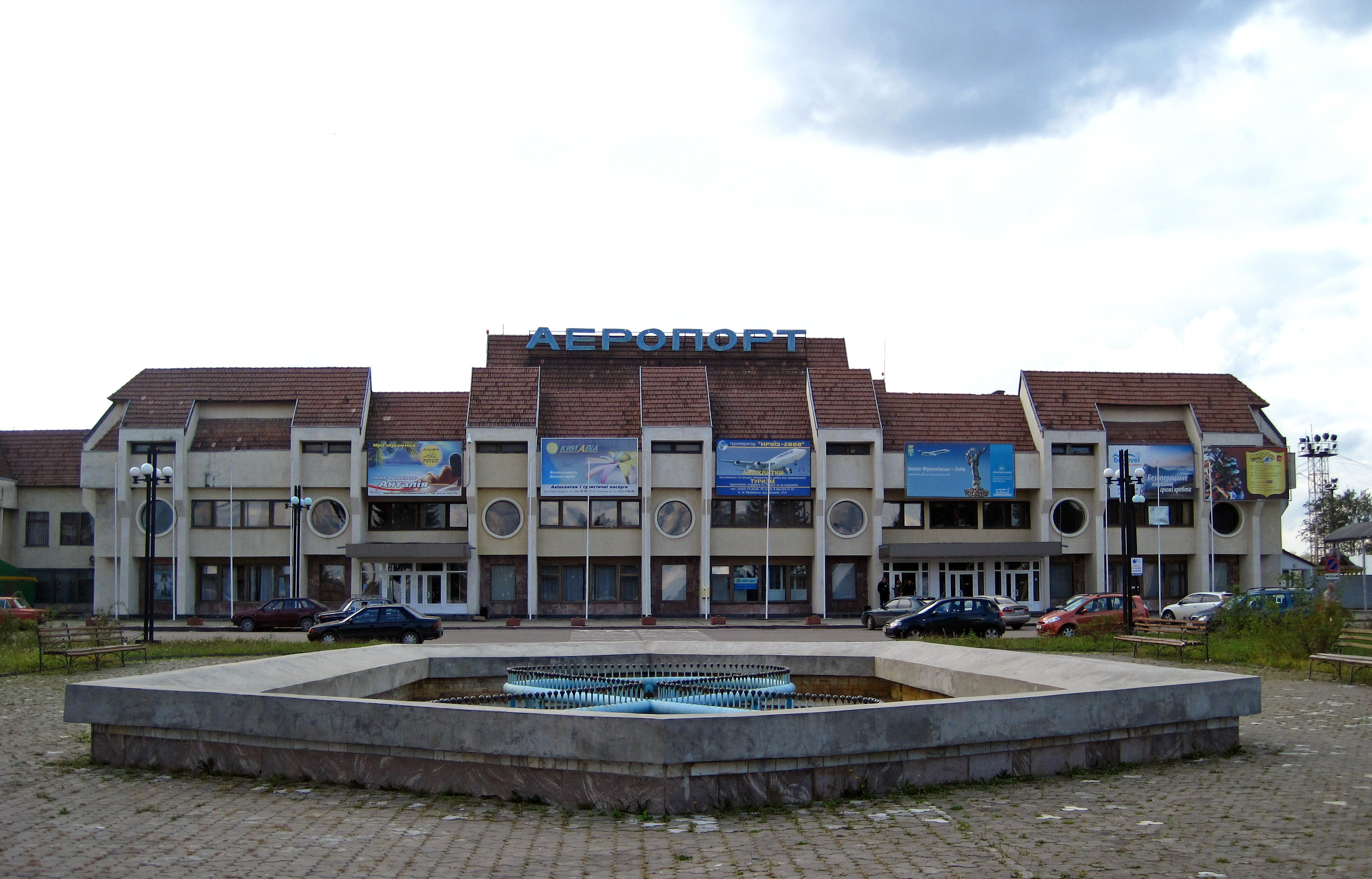
Аеропорт
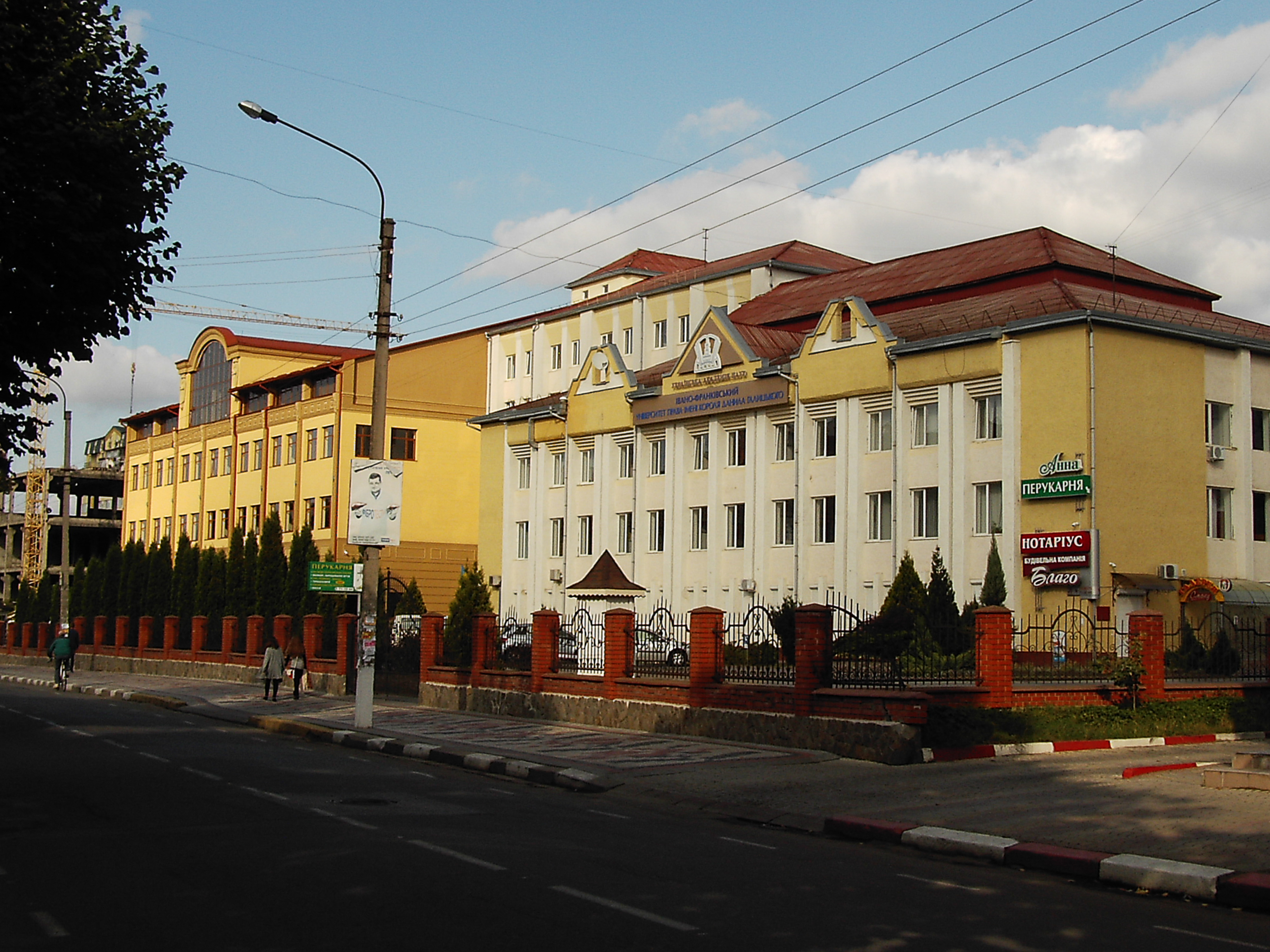
Університет Права імені короля Данила Галицького
Храм Костянтина і Олени ПЦУ